# مت اورایلی
مت اورایلی (انگلیسی: Matt O'Riley؛ زادهٔ ۲۱ نوامبر ۲۰۰۰) بازیکن فوتبال اهل دانمارک است.
از باشگاه‌هایی که در آن بازی کرده‌است می‌توان به باشگاه فوتبال فولام اشاره کرد.
وی همچنین در تیم‌های ملی فوتبال زیر ۱۶ سال انگلستان، زیر ۱۸ سال انگلستان، زیر ۲۱ سال دانمارک و دانمارک بازی کرده‌است.